# Артюшенко Юрій Митрофанович
Ю́рій Митрофа́нович Артюше́нко (15 квітня 1899, с. Котельва, нині райцентр Полтавської області — 15 лютого 1990, Чикаго, США) — український військовий і громадсько-політичний діяч, журналіст; член Ради Українського військового клубу ім. гетьмана Павла Полуботка (1917), хорунжий 2-го Запорозького полку 1-ї Запорозької дивізії і полку Чорних запорожців, заступник голови УНО, редактор «Українського вісника» (1937–1940).
Відповідно до українського законодавства визнаний борцем за незалежність України у XX столітті.

## Біографія

Провідні члени Легії Українських Націоналістів. Сидять зліва направо: Микола Сціборський, Микола Тобілевич, Теофіл Пасічник-Тарнавський, Леонід Костарів, Максим Загривний. Стоять зліва направо: Юрій Руденко, Юрій Артюшенко, Дмитро Пасічник, Роман Минів, Дмитро Демчук, Олександр Чехівський, Костянтин Дударів, Ярослав Герасимович

Народився 15 квітня 1899 року в Котельві (тоді Харківської губернії, нині смт, райцентр, Полтавська область, Україна). В метричній книзі Троїцького храму слободи Котельва Охтирськогоповіту Харківської губернії записано: «1899… № 15 … апрель… 4 рожден … 5 крещен… сын Георгій… Слободы Котельвы крестиянинь Митрофань Михаиловь Артюшенко и законная его жена Пелагія Феодорова, оба православны».
Служив у РІА, зокрема в 4-му полку резерву, який до 1917-го року дислокувався в Житомирі.
Як член Ради Українського військового клубу ім. гетьмана Павла Полуботка Юрій Артюшенко організував у Житомирі 1-шу українську сотню. В 1918–1919-му роках воював у Запорізькій дивізії. Після арешту полковника Петра Болбочана на знак протесту покинув регулярне військо і пішов у повстанці.
1925 року разом з Миколою Сціборським та іншими однодумцями засновнував у Подєбрадах Легію українських націоналістів. Коли виникло питання про організаційне вітання, саме Юрій Артюшенко запропонував використати вітання чорношличників: «Слава Україні!» — «Козакам слава!». Пропозицію товариство прийняло, але з уточненням — відповідати треба було: «Героям слава!»
Випускник Української господарської академії в Подєбрадах. Член ОУН. 1934 року на вимогу польської влади уряд ЧСР відмовив йому у праві проживання. Жив у Німеччині, Румунії, Болгарії, Туреччині, Греції, Італії, знову в Німеччині, де зрештою 1937 року легалізувався. Від 1950 р. — у США. Співпрацював із різними українськими виданнями («Самостійна Україна», «Українське слово», «Новий шлях», «Свобода» та «Наш клич»). 1966 року в Чикаго вийшли його спогади «Події і Люди на моєму шляху боротьби за Державу. 1917—1966».
Військове звання — сотник Армії УНР (з 1 червня 1921; підвищений 1961), майор.

## Вшанування пам'яті
- На Котелевщині у його честь присуджується однойменна премія[2].

## Праці
- Артюшенко Ю. Події і Люди на моєму шляху боротьби за Державу 1917—1966. Чикаго, 1966 [Архівовано 15 квітня 2016 у Wayback Machine.]